# Oswald Avery
Oswald Theodore Avery (n. 21 octombrie 1877, Halifax Regional Municipality, Nova Scotia, Canada – d. 2 februarie 1955, Tennessee, SUA) a fost un medic american de origine canadiană și cercetător în domeniul medicinii.
A fost unul dintre primii specialiști în biologie moleculară și deschizător de drumuri în domeniul imunologiei, dar cea mai mare realizare a sa o constituie descoperirea în 1944, alături de colaboratorii săi, Colin MacLeod și Maclyn McCarty, a faptului că ADN-ul este o moleculă care poartă informațiile ereditare, intrând deci în constituția genelor și cromozomilor.